# Bati (Sprache, Kamerun)
Das Bati (auch bati ba ngong, bati de brousse; ISO 639-3: btc) ist eine vom Aussterben bedrohte südbantoide Sprache aus der Gruppe der Mbam-Sprachen, die von nur noch 800 Personen (Volkszählung 1975) in der Kameruner West Region gesprochen wird. Sie ist in vier Ortschaften im Kanton Bati verbreitet.
Zusammen mit drei weiteren Sprachen bildet das Bati die Sprachgruppe der West-Mbam-Sprachen (A.40).